# Боджнурд
Боджну́рд (перс. بجنورد‎, курд. بوژنۆرد , тадж. Буҷнӯрд) — город в северо-восточном Иране, административный центр провинции Северный Хорасан. Население — 210 тыс. человек. В городе проживают персы, курды и туркмены.

## История
Согласно местной традиции, территория, где сейчас расположен город, после монгольского нашествия находилась под контролем тюрков-караев.
Город Боджнурд был основан не так давно. Предположительно он построен Сефевидами для курдского племени шадиян, которые были переселены сюда для защиты границ  Сефевидского государства от нападений враждебных тюрких племён. Традиционно город был окружён оборонительной стеной и состоял из одиннадцати кварталов, базаров и четырёх мечетей.